# Ås landskommun, Halland
Ås landskommun  var en tidigare kommun i Hallands län.

## Administrativ historik
När 1862 års kommunalförordningar trädde i kraft inrättades i Sverige cirka 2 500 kommuner. Huvuddelen av dessa var landskommuner (baserade på den äldre sockenindelningen), vartill kom 89 städer och åtta köpingar. Då inrättades i Ås socken i Viske härad i Halland denna kommun. 
Vid kommunreformen 1952 uppgick denna landskommun i Veddige landskommun som senare 1971 uppgick i Varbergs kommun.

## Politik

### Mandatfördelning i valen 1938-1946
| 6 | 6 | 8 |

| 18 |

| 5 | 5 | 10 |

| 19 |

| 4 | 5 | 11 |

| 17 | 3 |